# カシオトーン・MT-40

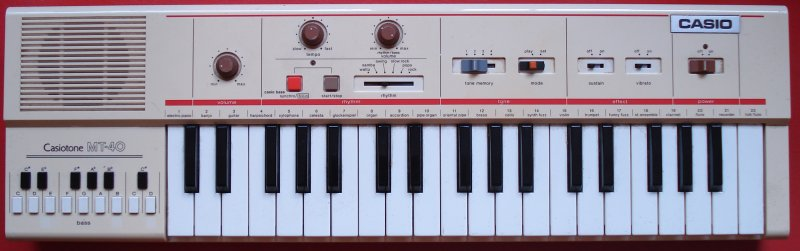
カシオトーン・MT-40

カシオトーンMT-40は、カシオが開発し、1981年に販売した家庭用の鍵盤楽器である。
本機種に収録されたリズムパターンの一つである「rock」は、のちにレゲエ界に革命を起こしたリディム「スレンテン」のもとになったことで知られている。

## 特徴
本機種にはメイン鍵盤が37本と、ベース用の鍵盤が15本ある。
同時発音数は9和音（メイン：8和音、ベース：1和音）である。
音色は全部で23（メイン：22、ベース：1）、4つのプリセットから1つを割り当てられる。

## 開発
カシオは1980年1月に、スピーカーつきの電子キーボード・カシオトーン201をもって楽器業界に参入した。
カシオは次の一手として自動伴奏機能がついた製品を準備していた一方、中継ぎとして本機種の開発を決定した。
操作の設定や内蔵するリズムパターンは、国立音楽大学からカシオに入社したばかりの奥田広子が担当した。DTMがなかった当時は、リズムの楽譜を電子化してROMに書き込み、試作機で再生した。試作機での再生は1日1度限りであり、修正があれば電子データ入力からやり直しとなったため、作曲の外注ができず、作業は地道なものとなった。2か月後、6種類のリズムパターン×3種類のコード（メジャー、マイナー、セブンス）の計18曲を作った。
このうち、「rock」は、彼女が好きだった1970年代のブリティッシュ・ロックをヒントに作られた。

## 反響
日本において、本機種は2年程度しか発売されなかったが、発売から数年後の1985年に発表された『アンダー・ミー・スレン・テン』というレゲエの楽曲にてこのパターンが用いられて以来、同楽曲はリディムという形で多くのレゲエの楽曲に使われるようになり、レゲエに革命を起こした出来事として知られるようになった。
一方、当時のカシオの楽器事業は成功を収めており、奥田も複数の開発案件で多忙だったため、営業部から本機種が中南米で人気があると聞かされても、ジャマイカのことだとは気づかなかった。その後、奥田は日本の音楽雑誌『ミュージック・マガジン』の記事の中でカシオトーンが言及されていることに気づき、そのビートを示す「ブブブブ、ブブブブ、ブブブブ、ブッブ」というオノマトペから本機種に搭載された「rock」のことだと知った。
奥田は、リズムパターン制作にあたり、リズム構成を単純化するなどしてトースティングしやすくしたことにはこだわったとも話しており、そこがジャマイカの人々に受け入れられたのではないかと後年のインタビューの中で推測している。
レゲエでの広まりから著作権を申告すべきではないかという意見もあったが、奥田は多くの人が用いることでカシオトーンの知名度を上げることが重要だと考えからそのようなことはしなかった。それでも、スレンテンの音源を特定してカシオに使用許諾を申請する者もおり、その場合はクレジットにMT-40の音源を使用している旨を記載するよう回答している。
また、カリフォルニアのインディーロック・バンド、ピクチャー・アトランティック（ Picture Atlantic）の"Anytime/Coats of Armor"（アルバム"Kleos"収録）など、レゲエ以外の分野での使用例もある。
なお、このリズムパターンは、のちにカシオから発売されたCasiotone ミニキーボードSA-76にも「MT-40リディム」という名前で収録されている。